# Trachelomonas obovata
Trachelomonas obovata is een soort in de taxonomische indeling van de Euglenozoa. Deze micro-organismen zijn eencellig en meestal rond de 15-40 mm groot. Het organisme komt uit het geslacht Trachelomonas en behoort tot de familie Euglenaceae. Trachelomonas obovata werd in 1926 ontdekt door A. Stokes in Deflandre.